# 山田親太朗
山田 親太朗（やまだ しんたろう、1986年7月10日 - ）は、日本の元タレント、元モデル、元俳優、元歌手。沖縄県出身。2020年まではアワーソングスクリエイティブに所属していた。
姉はファッションモデル・女優・タレントの山田優。弟は声優の山田親之條。義兄は俳優の小栗旬。母親は初代「ミス沖縄」で、ファッションモデルの山田美加子。妻は元アイドルの渡邉幸愛。

## 略歴
沖縄アクターズスクールの「BOY'S AUDITION」に参加し、合格した経歴を持っている。高校卒業後に上京、姉の所属事務所関係者にスカウトされ芸能界入りする。
2006年7月、『MEN'S NON-NO』と『POPEYE』の2誌のモデルとして芸能界デビュー、同年10月に渋谷ガールズコレクションに出演する。2007年7月、テレビドラマ『山田太郎ものがたり』にレギュラー出演し、俳優デビュー。
2009年4月、『クイズ!ヘキサゴンII』に初出演。同番組でクールなイメージとは裏腹に珍解答を連発したり天然キャラをかましたことにより司会を務めていた島田紳助から気に入られ、程なくして常連出演者となる。後に、紳助からの誘いで番組からCDデビューすることが決定し、自身と森公平（当時新選組リアンのメンバー）、松岡卓弥の3人組ユニット・『サーターアンダギー』を結成、2010年2月10日にシングル「ヤンバルクイナが飛んだ」でCDデビュー。同日、那覇市観光大使に就任。サーターアンダギーでは、自身の作詞作曲によるソロ楽曲も発表している。
2011年公開の『琉神マブヤーTHE MOVIE 七つのマブイ』で映画初主演を務める。
2013年2月をもってサーターアンダギーが解散。その後はタレント・俳優業を中心に活動し、ライブを開催するなど音楽活動も行っていた。
2016年からバンドグループ『HighsidE(ハイサイド)』を結成し、ボーカルとDJを担当していた。
2016年9月21日にファーストシングル、『HighsidE』を発売。収録曲は、『Cry』と『Standing in the rain』の2曲。
2018年、HighsidEのメンバーでYouTuberとしても活躍の幅を広げる。
2021年7月4日、自身のTwitter上にて、2020年に事務所を退所して「ほぼ引退」状態にあることを公表した。
2023年3月17日、SUPER☆GiRLSの元メンバー渡邉幸愛と前年に結婚したことを報告した。4月29日、第1子男児の誕生を公表。

## 人物
沖縄県立真和志高等学校卒業。父親は大工で、自身もタレントデビュー前は大工見習いとして働いていた経験がある。姉とはデビュー後に東京で同居していた時期があり、互いにテレビ番組などで同居中のエピソードを語ったことがある。2012年4月16日放送の『SMAP×SMAP』内「BISTRO SMAP」で初めて姉弟揃ってのテレビ出演となった。姉のほか9歳年下の末弟がいる。弟は上京し、都内の高校に入学したため同居していた。
趣味は映画鑑賞・スポーツ全般・料理など。料理は弟が高校生の頃に毎日手作り弁当を持たせていた。母親の手料理が四品をサイクルに回っていたため、あまり食べ物を知らず、上京してアスパラガスをスーパーの飾りと勘違いしていたほど。琉球空手の経験がある。
マッチョ29の大ファン。好きなメンバーは山崎徳義。
ニューハーフユーチューバーのMeiの大ファン。彼女を見るためにバーレスク東京に度々足を運ぶ。
『クイズ!ヘキサゴンII』のクイズ全体での成績は芳しくなかったが、地元である沖縄県に関連した問題での正答率は非常に高かった。同番組には2010年から親太朗と同じく沖縄出身且つ天然キャラの具志堅用高が新たに常連出演者となり、番組内で競い合うことが多かった。
仲の良い矢口真里から飲酒の誘いを受けた際、「1人だけで行くのは寂しい」と親友の中村昌也を連れて出掛けた。矢口と中村はこの場での出会いがきっかけで交際に発展し、結婚（後に離婚）に至った。山田は自身を「2人のキューピット」と自称している。
2012年4月、前年8月に引退した島田紳助が「今でも心配な後輩は山田親太朗。まだ何年か父親みたいに付いていないといけなかったから」と発言した。山田は紳助の引退について「僕は特に良くして貰ってたので。ただただ悲しかったです。」と語り、サーターアンダギー解散の際も紳助に対し感謝の言葉を述べている。
2014年10月、小栗・優の間に第1子が誕生。両者は当初子供の性別は非公表にしていたが、親太朗がTwitter上で「僕、おじさんになりました！姪（めい）はかわいくて、しょうがないのです。お姉ちゃん、おめでとう」とツイートしたため、自身が世間に女児ということを明かしてしまう展開となった。その後、小栗が正式に第1子が女児であると公表した。なお、親太朗はこの以前に「姪が欲しい」と語っていた。
自宅の掃除をする際は、殺菌に力を入れて行っている。

## 出演

### テレビドラマ
- 山田太郎ものがたり（2007年7月 - 9月、TBS） - 安藤政樹 役
- 有閑倶楽部（2007年10月 - 12月、日本テレビ） - 浦霞 役
- 斉藤さん（2008年1月 - 3月、日本テレビ） - 柳川正義 役
- 猟奇的な彼女（2008年4月 - 6月、TBS） - 五藤茂市 役
- ほんとにあった怖い話夏の特別編2008「着信履歴」（2008年8月、フジテレビ） - 宮本謙介 役
- Tomorrow〜陽はまたのぼる〜 第10話（2008年9月、TBS）
- OLにっぽん 第2話・最終話（2008年10月・12月、日本テレビ）
- ザ・決断!スペシャル 八重山商工野球部物語（2008年9月29日、テレビ東京） - 大嶺祐太 役
- イノセント・ラヴ（2008年10月 - 12月、フジテレビ） - 荻野 役
- アベレイジ2（2008年10月、フジテレビ）
- RESCUE〜特別高度救助隊（2009年1月 - 3月、TBS） - 須崎修 役
- 婚カツ!（2009年4月 - 6月、フジテレビ） - 小松成道 役
- 任侠ヘルパー（2009年7月 - 9月、フジテレビ） - 大島陽介 役
- タンブリング 第1話（2010年4月、TBS）
- 検事・鬼島平八郎 第4話（2010年11月、ABCテレビ・テレビ朝日） - 宮脇拓也 役
- 花ざかりの君たちへ〜イケメン☆パラダイス〜2011（2011年7月 - 9月、フジテレビ） - 関目京悟 役
- QP 第9 - 10話（2011年11月 - 12月、日本テレビ） - 刑事 役
- 金曜プレステージ Dr.検事モロハシ（2012年3月23日、フジテレビ） - 池谷一樹 役
- パパドル!（2012年4月 - 6月、TBS） - 多田弘道 役
- スプラウト（2012年7月 - 9月、日本テレビ） - 奥貫誠二 役
- シュガーレス（2012年10月 - 12月、日本テレビ） - 鷹羽 役
- 仮面ティーチャー（2013年7月 - 9月、日本テレビ） - 遠山周作 役
- ほんとにあった怖い話 夏の特別編2013「女子高大パニック」（2013年8月、フジテレビ） - 内田一之 役
- S -最後の警官- 第1話（2014年1月、TBS）
- 博多ステイハングリー シーズン1（2014年4月 - 7月、テレビ西日本） - 具志堅典男 役
- 地獄先生ぬ〜べ〜（2014年10月 - 12月、日本テレビ） - 渡晴男 役
- HEAT（2015年7月 - 9月、フジテレビ） - 山内 役

### バラエティ
- スリルな夜・イケメン合衆国（2007年7月 - 2008年3月、フジテレビ） - 「シーサーイケメン」としてレギュラー出演
- 日本史サスペンス劇場（2008年 - 2009年、日本テレビ） - 織田信長 役
- クイズ!ヘキサゴンII（2009年4月 - 2011年9月、フジテレビ） - 常連出演者
- 紳助社長のプロデュース大作戦!（2010年4月 - 2011年8月、TBS）
- 哀愁探偵1756（2010年10月 - 2011年3月、TBS）
- ゴロウ・デラックス（2011年4月 - 2019年3月、TBS）
- 博多ステイハングリー シーズン2 SEKARA-SHIKA!!（2014年7月 - 10月、テレビ西日本）

### 映画
- 魁!!男塾（2008年） - 虎丸龍次 役
- ROOKIES -卒業-（2009年） - 二子玉川学園高校生徒 役
- 琉神マブヤーTHE MOVIE 七つのマブイ（2011年） - 主演・ウルマ/琉神マブヤー 役
- 劇場版 仮面ティーチャー（2014年） - 遠藤周作 役
- 天の茶助（2015年） - 謎のヒットマン 役[30]
- 修羅の男と家なし少女（2016年） - 鈴木健太(陣内英二の舎弟) 役
- Tokyo Loss（2018年） - 主演・横田崇 役

### 舞台
- パリジャン!（2010年1月 - 2月）
- マイホーム・オン・ザ・ビーチ 〜ヘキサな海の家〜（2010年8月）
- ライブミュージカル「プリパラ」み〜んなにとどけ！プリズム☆ボイス（2016年2月）

### CM
- すき家「青春の味編」「元彼女編」「実家の母編」（2010年）[31]
- 富士重工業「企業」（2013年）
- 上雅装工 沖縄ローカルCM（2019年）

### ミュージックビデオ
- HOME MADE 家族「真夏のダンスコール」（2006年）
- 小林太郎「Damn」（2015年）[32]

### ファッションショー
- 渋谷ガールズコレクション（2006年・2007年）
- 関西コレクション（2013年）

### その他
- Let's天才てれびくん（2015年9月14日 - 17日、NHK教育） - 沖縄どちゃもん・ちるとてーく 役 (声の出演)

## 書籍

### 雑誌
- MEN'S NON-NO（2006年、集英社）
- POPEYE（2006年、マガジンハウス）